# Вікторія Каспі
Вікторія Каспі (30 червня 1967 , Остін ) — американо-канадська вчена, фахівчиня з нейтронних зірок і особливо пульсарів, у чому здобула світове визнання. Професорка Університету Макгілла та директорка Космічного інституту (McGill Space Institute). Членкиня Лондонського королівського наукового товариства (2010), Королівського наукового товариства Канади та Американської академії мистецтв і наук.

## Біографія
Народилася в Остіні, штат Техас, де її батько здобував докторський ступінь в університеті, однак вона провела там всього два роки.
Потім її сім'я переїхала в Монреаль.
Закінчила Університет Макгілла з відзнакою зі ступенем з фізики (BSc Honours, 1989).
За програмою NSERC працювала в Карлтонському університеті.
Ступінь PhD здобула в Принстонському університеті — за пульсари.
Працювала з лауреатом Нобелівської премії Джозефа Тейлором.
Працювала і навчалась в Принстоні, Каліфорнійському технологічному інституті, Лабораторії реактивного руху НАСА, Массачусетському технологічному інституті, Університеті Макгілла і Канадському космічному агентстві.
У 1999 році повернулася в альма-матер.
Нині — професор фізики в Університеті Макгілла та директор Космічного інституту.

## Нагороди
- 1998: Премія Енні Кеннон Американського астрономічного товариства;
- 2004: медаль Ґергарда Герцберґа Канадської асоціації фізиків[9];
- 2006: Премія Стейсі[en][7];
- 2007: меморіальна медаль Резерфорда[en] з фізики Королівського товариства Канади[10];
- 2009: премія Марі-Вікторен[en][11];
- 2010: член Лондонського Королівського Товариства[12][13];
- 2010: член Національної академії наук США[14];
- 2010: премія Джона К. Полані Ради з природничих та інженерних досліджень[15];
- 2013: премія Пітера Г. Мартіна Канадського астрономічного товариства[en][16];
- 2013: медаль Діамантового ювілею королеви Єлизавети II[en][17];
- 2014: член Американського фізичного товариства[18];
- 2015: член Американської академії мистецтв і наук[19][20];
- 2015: меморіальна премія Ісаака Волтона Кіллама[en][21];
- 2016: Канадська золота медаль Герхарда Герцберга[en] (стала першою жінкою, яка була нагороджена цією нагородою[22]);
- 2016: компаньйон ордена Канади.[23]
- 2017: квебекський науково-дослідний фонд, нагорода за відмінність [24];
- 2021: Бейкерівська лекція Лондонського королівського товариства[25];
- 2021: премія Шао[26]